# إيليواكر (رواية)
إيليواكر (بالإنجليزية: Illywhacker)‏ هي رواية للكاتب الأسترالي بيتر كاري، نشرت عام 1985، عن دار نشر يو كيو بي في أستراليا، وفيبر آند فيبر في المملكة المتحدة، وهاربر آند رو في الولايات المتحدة.